# MG・RV8
RV8（アールブイエイト）は、イギリスのローバー・グループ（当時）が製造し、MGブランドで販売していた2人乗りのオープンカーである。1993年から1995年までのあいだに約2,000台が生産され、そのうちおよそ75％は日本で販売された。

## 概略
1962年から1981年まで生産されていた2シーターオープンカーであるMGBを基本構成とし、各所を近代化したうえで販売された二人乗りのオープンカーである。搭載されるエンジンは排気量3.9LのV型8気筒のみ。最高出力は190PS、公称最高速度は216km/h（カー・グラフィック誌1994年2月号掲載のJARI谷田部テストコースにおける計測では223.3km/h、0-400m加速15.2秒）であった。
ローバージャパンが1993年の東京モーターショーに出展したところ直ちに約1,300台の注文を得、実際のところ販売の大部分を日本市場が占めることとなった。その他少量はイギリスから大陸ヨーロッパへ向けて輸出されたが、本国イギリスにおいては約26,000ポンドという価格設定が高価すぎると嫌気された。なお、日本での新車販売価格は399万円であった。

## 歴史
1924年以来、スポーツカーを製造し続けて来たMGだったが、1980年末、当時のブリティッシュ・レイランドがMG・MGBの製造を中止して以降は独自設計開発の車種は製造されず、バッジエンジニアリングとしてMGのエンブレムを冠したサルーンやハッチバックのモデルが登場するのみとなっていた。
1989年、新たな「MG」ブランドの所有者となっていたローバーグループはMGブランドの復活を決めたものの、新規のスポーツカーを直ちに発売することは困難であった。その頃、オープンカーであるマツダのMX-5（ユーノスロードスター）が世界的なヒットとなっており、幾つかの計画の中で最も現実的な、MGBを近代化し限定生産で販売するプランを選択した。エンジンには当時ランドローバー・ディスカバリーに搭載されていた、アルミブロックのV8エンジンを採用。ボディは当時愛好家向けに再生産されていたMGBのレストア用ボディ部品と、ローバー社内に残されていたMGBの生産治具を活用し、最低限の補強をモノコックボディに施し、内外装を現代的デザインにリファインした上で、新たな車種として製造された。
基本的に30年前に開発されたMGBをベースとしているため、パワーステアリングが搭載されていない、四輪独立懸架でないなど、車の内容は旧態依然としたものであったが、V8エンジンの高出力に耐えうるべくリーフ式リジットのリアサスペンションの近代化（シングル・パラボリック・リーフの採用）とトルク・ロッドの追加、ショックアブソーバーのテレスコピック化、リア・ディファレンシャルギアのトルセンLSD化等が行われた。基本コンポーネンツの多くをMGBから流用すると同時に、ヘッドライトはポルシェ・911から、サイドのウインカーレンズとブレーキフルードのリザーブタンクはミニに使用されている汎用部品を使用するなど、既存車種からのパーツの流用により、500万ポンドの低予算と2年余りの短期間で開発が終了した。
1992年10月のロンドンモーターショーで発表され、先行生産に17台、一般市販で1,983台、計2,000台の生産・販売が、1993年より1995年までかけて行われた。そのうち1568台が、日本に輸出された。日本からは、未登録のままイギリスに返却されたりオーストラリアや香港などに送られた車輌もあった。
ローバーグループでは、このRV8の開発・生産に並行して、本格的量産モデルとしてMGF（ミッドシップのオープン2座スポーツ）の開発・生産を行い、1994年から2001年まで発売された。

## メカニズム

### エンジン
エンジンは1種類のみ。水冷V型8気筒OHVで、スペックは排気量3,947cc、最高出力190PS/4,750rpm、最大トルク32.4kg・m/3,200rpmとなっていた。
このローバー・V8エンジンは元々GMにより設計され、排気量3.5Lにて1961年にビュイック・スペシャルに搭載されデビューしたものである。その後ローバーの生産により数種類の排気量（3.5L、3.9L、4.6L等）にて様々な車種に搭載されてきた物である。搭載された車種の中にはランドローバー・レンジローバー、ランドローバー・ディスカバリー、TVR・キミーラ、TVR・グリフィス等があり、RV8の実質的な祖先であるMGB GTにも3.5L版が搭載されていた。このエンジンは設計年次が古くまたOHVというバルブ駆動方式ではあるものの、3.9Lの大排気量でありながら主要部分（シリンダーブロック／シリンダー・ヘッド等）がアルミ製で補機類含む乾燥重量215kgと比較的軽量に纏められており、オリジナルの3.5L仕様では単体重量で標準の全鋳鉄製BMC Bタイプ・エンジン（OHV1.8L４気筒）よりも18kg軽量と言われる。
4気筒エンジンに合わせて設計されたMGBのモノコックに強力なV8エンジンを搭載することでバランスを欠くのではと危惧する面もあるが、前述の通り、そもそもV8エンジンとMGBのモノコックの組み合わせは、1973年すでに正式なモデル「MGB GT V8」としてデビューしており、また本国や米国では4気筒モデルのエンジンをV8に換装する愛好家も少なくなく、その組み合わせには多くの実績があり、「無理のある組み合わせ」とは必ずしも言いきれない、とされている。

### ボディ
前述の通り、基本モノコックはMGBから流用しているが、これはMGBのボディシェルがそのレストレーションの土台として現代において再生産されていたのがきっかけになっている。RV8用に転用するにあたり、細部の仕上げや腐食処理（亜鉛塗装）は現代的にあつらえられている。
RV8のボディデザインは、MGBと比較するとボンネットとフェンダーが膨らんでいるが、これはそれぞれ大きくなったエンジンと大きくなったタイヤ（14in→15in）を納めるためである。尚、ドアパネルやトランクフードはMGBと同一である。MGBを近代的にアレンジしている愛好家の中には、逆にこれらRV8のボディパネルを活用・装着している個体も存在する。

## 参考
1. ↑  http://www.mgrv8.com/presentrv8.php
2. ↑  http://ssmgoc.s-moore.co.uk/cars/mgrv8.html
3. ↑  J・Wood & L・Burrell著『MGB:The Illustrated History(Updated Edition)』p.227。
4. ↑  カーグラフィック誌1994年2月号